# Denise Masson
Pour les personnes ayant le même patronyme, voir Masson.
Denise Masson, surnommée la Dame de Marrakech, née le 5 août 1901 à Paris et morte le 10 novembre 1994 à Marrakech, est une islamologue française. Elle publie plusieurs ouvrages autour du dialogue entre l'islam et le christianisme. En 1967, elle traduit le Coran de l'arabe en français, pour la collection de la Bibliothèque de la Pléiade. Le riad où elle a vécu à Marrakech est devenu aujourd'hui une fondation qui encourage les échanges culturels entre la France et le Maroc, ainsi que des artistes en résidence. 

## Biographie

### Jeunesse et formation
Denise Masson naît à Paris en 1901 dans un milieu bourgeois privilégié. Elle est la fille de l'avocat, collectionneur d'art (en particulier l'impressionnisme) et mécène lillois Maurice Masson. Sa mère est pianiste et Denise Masson baigne dans un milieu imprégné par l'art. En outre, comme ses parents, c'est une catholique convaincue et pratiquante. Dès 1911, sa santé fragile amène sa famille à séjourner en Algérie, où elle passe une partie de son enfance et s'imprègne très tôt de la culture maghrébine et musulmane,. Elle reçoit une formation classique de jeune fille bourgeoise, mais étudie surtout à la maison: études classiques, latin et musique (elle se consacre aussi à l'orgue, dont elle joue toute sa vie), programme qui la mène au brevet supérieur,. 
En 1925, ses parents se séparent avant de divorcer — un événement dont Denise Masson souffrira toute sa vie —, et dans ces années, elle est attirée par la vie monastique : elle vit quelque temps dans un monastère, prenant le nom de Denyse (sic) de la Trinité, mais sans prononcer ses vœux religieux définitifs. Elle renonce bientôt au couvent  pour entamer une formation d'infirmière qui débouche sur un diplôme de la Croix-Rouge. Son premier poste est à Tunis, puis elle s'installe à Rabat, en 1929, où elle travaille comme infirmière dans un dispensaire pour tuberculeux, avant de diriger, l'année suivante, celui de Marrakech,.  Elle profite de son séjour à Rabat, pour fréquenter les bibliothèques de la ville, depuis peu nouvelle capitale du royaume.

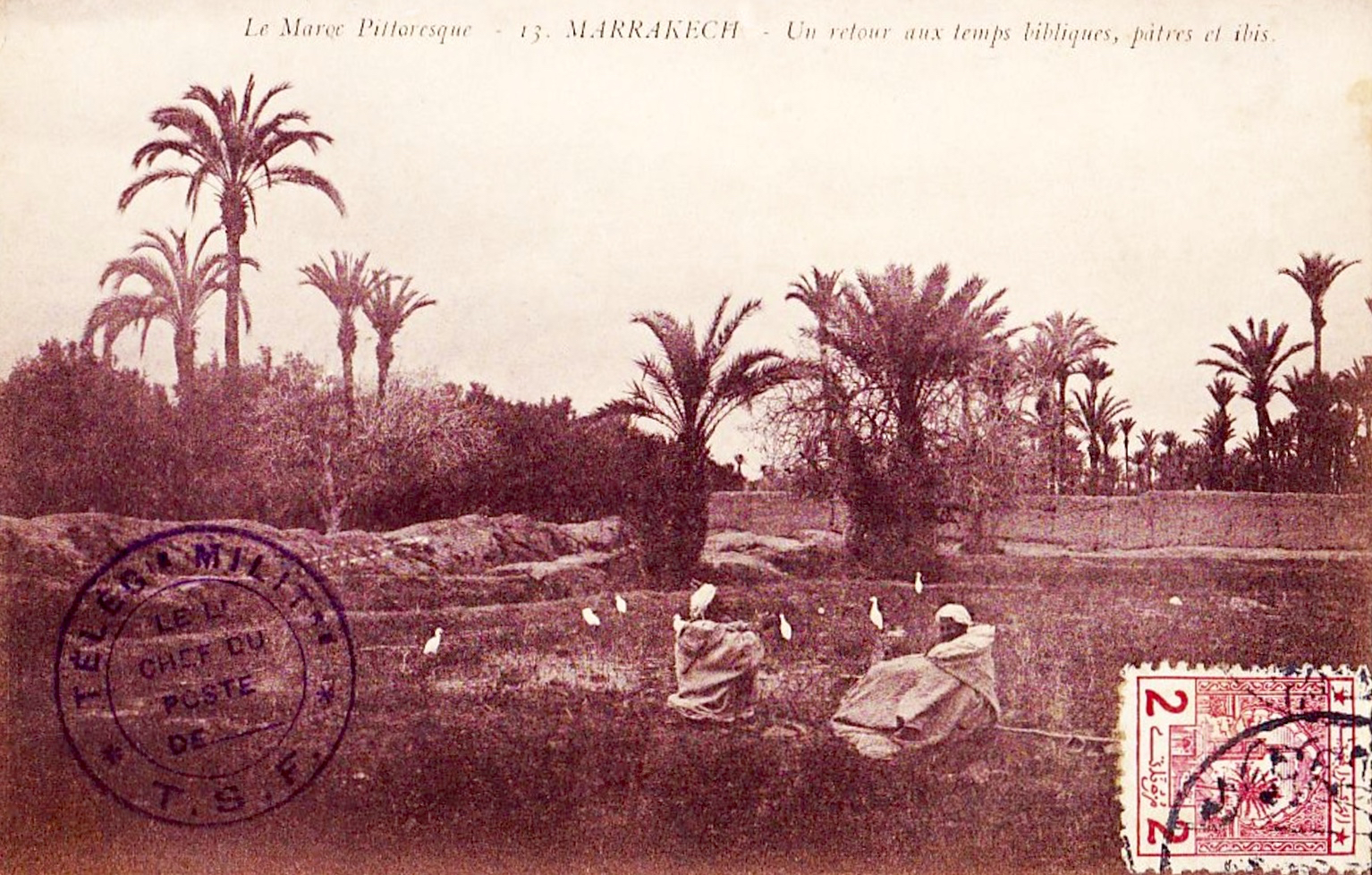
Alentours de Marrakech vers 1920.

De plus en plus éprise pour la culture et la langue arabes, et en 1932 elle quitte le dispensaire, abandonne son métier d'infirmière (ce que la fortune familiale lui permet), pour se lancer dans la préparation en parallèle du certificat d'arabe dialectal marocain et du brevet d'arabe classique à l'Institut des hautes études islamiques,. Cette immersion est aussi pour elle l'occasion de se familiariser avec les mœurs et la religion du pays. Elle s'éprend de l'œuvre de l'islamologue Louis Massignon, artisan du dialogue entre islam et catholicisme et savant qu'elle érige en modèle.

### Les années de maturité

Marrakech, Bab Doukkala, 1925

En 1938, elle acquiert avec l'aide de ses parents un vaste riad à Marrakech, le riad El-Hafdi, au 3, Derb Zemrane, dans le quartier Bab Doukkala qui se trouve dans la vieille ville, et elle y réside jusqu'à sa mort,. En choisissant ce domicile, elle tranche avec la communauté européenne qui, dans sa quasi-totalité vit dans les demeures modernes du quartier de Guéliz bâti hors les murs. 
Dans ce riad — qui est un vrai riad, avec jardin intérieur (et non pas une cour arborisée comme dans un dar) — Denise Masson crée un Centre d'études islamiques où elle accueille de jeunes chercheurs en islamologie et en histoire. Parallèlement à cela, elle s'engage dans un projet qui vise à former des assistantes sociales ayant reçu une formation qui leur permette de s'adapter à la culture à la fois musulmane et marocaine. Elle se place  sous la direction de l'Éducation nationale française, mais en 1947 elle démissionne, voyant que l'on ne tient pas compte de ses recommandations, en particulier dans l'apprentissage de l'arabe. Elle a ensuite une importante activité intellectuelle (rédaction d'essais, traduction du Coran). Mais elle ne fait pas vraiment partie du sérail de l'orientalisme académique bardé de diplômes.
Denise Masson meurt en 1994 à l'âge de 93 ans.

## Œuvre

### Dialogue religieux
Denise Masson se penche sur le Coran et les monothéismes. Elle publie en 1958 une étude intitulée Le Coran et la révélation judéo-chrétienne. La rédaction de ce travail la conduit à traduire de nombreux passages du Coran, en s'appuyant sur les traductions de Régis Blachère et de Muhammad Hamidullah. Elle poursuit sa réflexion dans un ouvrage consacré aux symboles des religions monothéistes (L’eau, le feu et la lumière, 1986). Cependant, à la différence de Louis Massignon ou de Louis Gardet (qu'elle admire également), Denise Masson n'ambitionne pas de favoriser un « dialogue » entre christianisme et islam car, à ses yeux, « les différences [entre ces deux religions] sont profondes et portent sur des points fondamentaux ». Elle craint aussi qu'une telle démarche ne débouche sur un syncrétisme fade, et préfère un dialogue réel avec les musulmans eux-mêmes, soulignant qu'« on ne dialogue pas avec les institutions mais avec les personnes ». Si elle aborde avec circonspection le dialogue entre islam et christianisme, c'est aussi parce qu'elle ne croit pas que l'islam soit prêt à dialoguer.
Dans Porte ouverte sur un jardin fermé, paru en 1989, elle revient sur ses soixante ans à Marrakech. Dans une première partie, elle présente le cadre dans lequel elle a vécu (organisation du Protectorat, rapports culturels entre les communautés, dialogue entre islam et christianisme). La deuxième partie pousse la porte du jardin secret pour livrer des souvenirs plus personnels, les difficultés de son travail. C'est le travail d'une femme qui s'est acculturée « s'est acculturée, tout en demeurant elle-même, témoignant de sa foi tout en étant à l'écoute des résonances spirituelles musulmanes dans lesquelles sa vie baignait du fait de son expérience de cohabitation. »
Denise Masson est revenue, en passant, sur le dialogue, à l'occasion d'une tribune publiée dans Le Monde. Elle écrit ceci: 

« On parle souvent de "dialogues islamo-chrétiens". Comment une institution : l'islam, peut-elle "dialogue " avec des personnes ? La formule retournée : "Dialogue entre les Églises (corps constitués) et les musulmans" ne serait pas plus intelligible. (...)
Cependant le dialogue entre croyants musulmans et chrétiens sincères est non seulement possible, mais il peut être fructueux. Les uns et les autres apprendront à se mieux connaître, apprécieront les valeurs de leurs traditions en soulignant celles qui leur sont communes. Les chrétiens seront à même d'admirer chez les musulmans un sens du "sacré", une soumission totale et constante au Dieu unique, alors que certains chrétiens se lassent de l'anthropocentrisme trop souvent prêché dans leurs églises. »

#### Réception critique
À l'encontre de J-P Péroncel-Hugoz qui salue dans ces ouvrages « une œuvre relativement réduite et difficile, mais précieuse », certains critiques ont reçu ces travaux avec réserve. Pour les uns, la méthodologie de Denise Masson est discutable,, tandis que d'autres voient d'un œil critique une approche de l'islam trop influencée par la pensée dominante de l'époque, ce qui l'a empêchée de voir la pluralité des islams et des cultures sans cesse en mouvement.  
De son côté, le sociologue André Adam (1911-1991) loue également la qualité de Le Coran et la révélation judéo-chrétienne, et il soulignait la « connaissance exacte des textes (...) et [la] compétence en matière biblique » de son auteur. Denise Masson, ajoute-t-il « s'appuie pour comprendre sur la tradition de chaque communauté, et c'est la sagesse même, puisque ces textes nourrissent une vie spirituelle et que c'est elle qu'il s'agit de mieux pénétrer. » Ainsi, poursuit-il, « son énorme et minutieux travail de plusieurs années aboutit à mettre en présence, de la façon la plus claire et la plus commode, les textes essentiels des trois Révélations sur les grands thèmes religieux Dieu, la création, la Révélation, les lois concernant le culte, les personnes et les actes humains, la vie future. Convergences et différences apparaissent avec une clarté que la prudence et le respect mesurent mais ne compromettent pas. » Mais Adam mettait aussi en garde contre la tentation de concordisme qui apparaît parfois dans l'ouvrage (et de citer quelques exemples), tout en précisant que « ces quelques taches (on n'emploie ici ce mot que dans la mesure où il existe parfois des taches par excès de lumière) n'enlèvent rien à la rigueur de cette œuvre savante, cependant qu'elles ajoutent peut-être à sa richesse et au rayonnement spirituel qui en émane. »

### La traduction du Coran
Denise Masson reprend bientôt les traductions qu'elle a entamées pour son ouvrage de 1958 Le Coran et la révélation chrétienne, et elle achève son œuvre maîtresse, la traduction intégrale du Coran. Saluée pour ses qualités littéraires et son style concis, cette traduction est publiée en 1967 dans la collection La Pléiade,, où elle rejoint les traductions de l'Ancien Testament et du Nouveau Testament. Approchée par Robert Gallimard pour conduire ce travail, Denise Masson a objecté qu'elle n'est pas universitaire et qu'elle travaille seule. À quoi R. Gallimard avait répondu que cela lui était « égal », mais qu'il souhaitait que la traduction atteigne au moins mille pages (au lieu des huit cents que lui annonçait Masson), ce qui lui avait valu cette réponse: « Vous n’allez tout de même pas ajouter quoi que ce soit au Livre Sacré ! Mais je vous écrirai une introduction aussi longue que vous la voudrez ! »,.
La traductrice ayant signé son travail D. Masson, on a pu dire que ce choix venait de ce qu'elle était consciente que son genre risquait de faire d'elle et de son œuvre les cibles d'attaques. L'islamologue Félix Arin note cependant qu'« il est pour le moins douteux qu'en signant simplement et discrètement D. Masson, Mlle Denise Masson ait cherché à se faire passer pour un homme ». 
En ce qui concerne le travail lui-même, Arin note que cette traduction « évit[e] (...) la paraphrase oiseuse et le laconisme obscur qui sont le Charybde et le Scylla des traducteurs, [et qu']elle offre la plus vivante en même temps que la plus scrupuleuse équivalence », ajoutant que Denise Masson « l'a [le Coran] moins traduit que senti en français, et c'est ce qui distingue sa version de celles qu'ont exclusivement inspirées de purs objectifs d'érudition scientifique. » Le même Arin loue aussi la qualité de l'introduction et de l'appareil critique qui accompagne la traduction et tient à « constater avec une sympathie approbative que cette édition du Coran témoigne du plus grand respect pour le Livre révélé au Prophète (...). »
La traduction de Denise Masson n'est cependant par à proprement parler une traduction scientifique. Michel Orcel la classe dans la catégorie des « versions "vulgarisantes" (qui aplanissent les obstacles et les étrangetés pour introduire le Texte coranique dans le champ culturel de la langue d’accueil) » par opposition aux versions « scientifiques » (par exemple, Régis Blachère)  et à celles qu'il appelle « modernistes » (Youssef Seddik et André Chouraqui). On trouve une approche très similaire chez Georges Hourdin. Saluant dans le Monde « une excellente traduction du Coran », et relevant que « le grand mérite de Denise Masson est d'avoir mis l'accent sur l'aspect révélé du livre sacré », il précise : 

« M. Blachère et D. Masson ont attaqué le problème posé par le fait coranique de façon différente. L'un est universitaire chargé de travaux et d'œuvres. Il ne peut rejeter sa science, heureusement pour nous. La traduction qu'il a faite lui-même naguère du Coran en est tout enrichie. D. Masson est devenue arabisante en vivant au Maroc, où elle réside encore. Elle a été attirée surtout par la spiritualité de l'Islam. (...) Elle prend le Coran au ras du texte et cherche à retrouver la lumière intérieure qui, incontestablement, l'illumine. Elle y réussit. La traduction qu'elle présente aujourd'hui au public reste libre pour demeurer fidèle, croyante et respectueuse du texte sacré. Elle séduira beaucoup de lecteurs. »

En 1977, cette traduction, rééditée en version bilingue à Beyrouth revue par Sobhi el-Saleh reçut de la part des oulémas de l'Université Al-Azhar du Caire le label d'« Essai d'interprétation du Coran inimitable », qui distingue les traductions les plus fidèles du texte coranique. 
En 2010, la traduction du Coran par Denise Masson restait la version française la plus vendue,.

## Maison Denise Masson

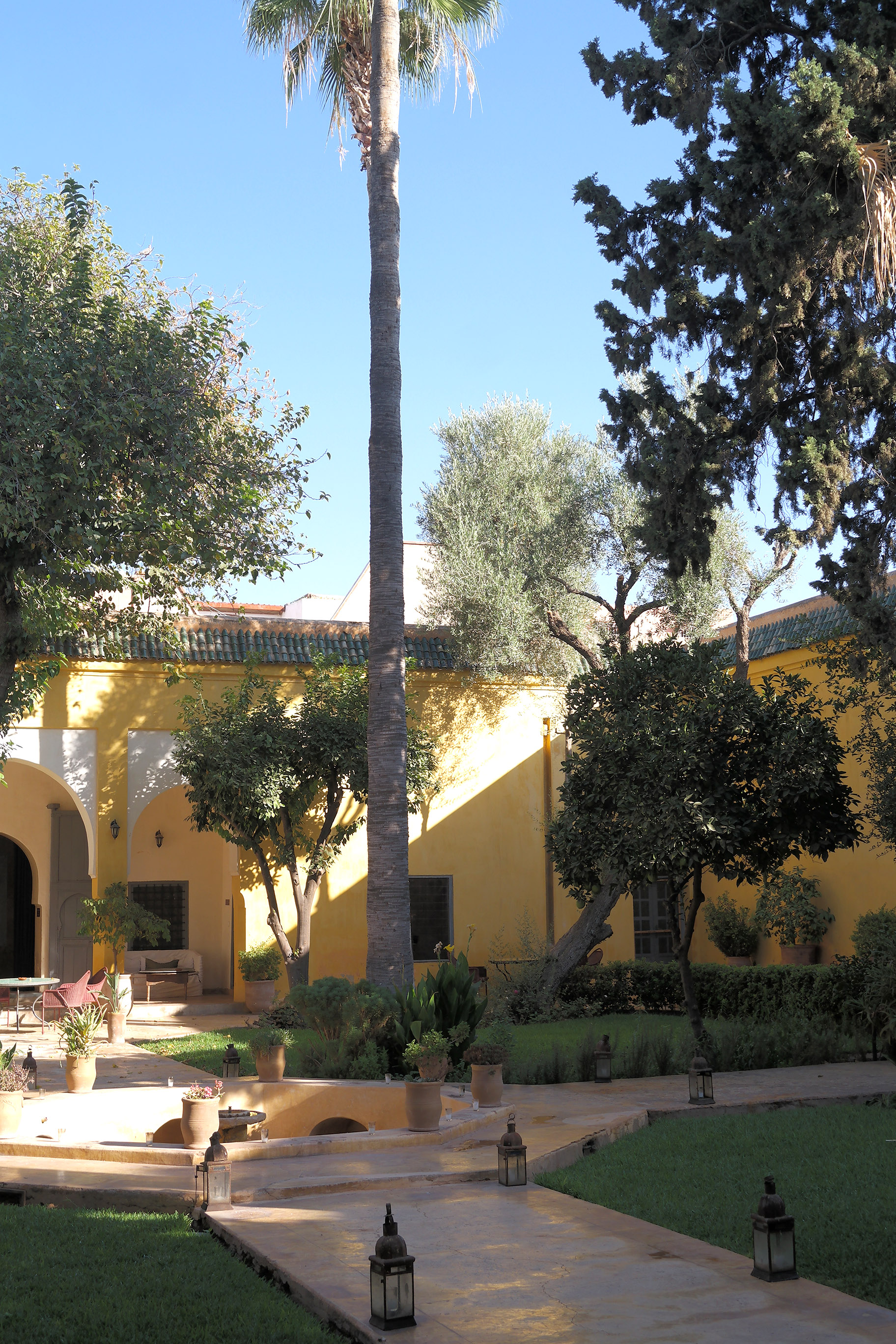
Le jardin intérieur de la Maison Denise Masson.

Sans descendance, Denise Masson lègue le riad dans lequel elle vécut de 1938 à sa mort à la Fondation Denise Masson, une fondation placée sous l'égide de la Fondation de France. La mission de la fondation est de perpétuer l'œuvre de l'intellectuelle en encourageant les échanges culturels entre la France et le Maroc et en accueillant artistes et intellectuels acteurs du dialogue interreligieux. 
Devenue la Maison Denise Masson, aussi appelée Maison du dialogue de Marrakech, la fondation est animée par l'Institut français de Marrakech. Elle organise depuis 2015, en partenariat avec le Centre Jacques-Berque et l'Université Cadi Ayyad, des résidences d'une durée d'un à trois mois pour chercheurs, universitaires, écrivains, traducteurs et artistes visuels francophones souhaitant poursuivre des travaux de recherche ou de création sur le fait religieux en lien avec le Maghreb. La Maison Denise Masson accueille par ailleurs régulièrement des expositions, des concerts et des conférences ouvertes au public. Située au 3 derb Zemrane, elle est ouverte au public,.

## Donation Masson
Poursuivant le souhait de son père, Denise Masson fait don en 1977 d'une importante collection d'œuvres de peintres, notamment impressionnistes, au musée de Lille

## Ouvrages
- Le Coran et la révélation judéo-chrétienne. Études comparées, Paris, A. Maisonneuve, 1958 (réimpr. 1976, sous le titre Monothéisme coranique et monothéisme biblique : doctrines comparées), 821 p. (ISBN 2-220-02046-0, présentation en ligne)
- Le Coran (trad. commentaire et notes par Denise Masson, préf. de Jean Grosjean), Paris, Gallimard, coll. « Bibliothèque de la Pléiade », 1967 (réimpr. 2013 en Pléiade (précédée de plusieurs rééditions) et reprise en 1980 en « Folio » (en deux vol.)), cxv + 1087 (ISBN 2-07-010009-X, présentation en ligne)
- L’eau, le feu et la lumière, d'après la Bible, le Coran et les traditions, Paris, Éditions Desclée de Brouwer, 1er janvier 1986 (réimpr. 1991), 185 p. (ISBN 2-220-02549-7)
- Les trois voies de l'unique, Paris, Desclée De Brouwer, coll. « L'Ordinaire », 1986, 230 p. (ISBN 2-220-02436-9, présentation en ligne)
- Porte ouverte sur un jardin fermé. Valeurs fondamentales et traditionnelles d'une société en pleine évolution : Marrakech, 1930-1989 (Autobiographie), Paris, Desclée De Brouwer, coll. « Iles », 1989 (réimpr. 1992), 337 p. (ISBN 2-220-03059-8, présentation en ligne)